# Vikrče
Vikrče – wieś w Słowenii, w gminie Medvode. W 2018 roku liczyła 393 mieszkańców.